# Sânmihaiu Almașului
Sânmihaiu Almasului là một xã thuộc hạt Sălaj, România. Dân số thời điểm năm 2002 là 1796 người.